# Hemibdella solae
Hemibdella solae är en ringmaskart som beskrevs av van Beneden och Hesse 1863. Hemibdella solae ingår i släktet Hemibdella, och familjen fiskiglar. Arten är reproducerande i Sverige.